# Goylar (Chamakhi)
Goylar est un village de la région de Şamaxı en Azerbaïdjan.

## Histoire
Dans le village, 55 personnes ont été tuées lors du génocide de Chamakhi.

## Géographie
Le village de Goylar de la région de Şamaxı est situé dans la circonscription administrative du village de Tchol Goylar.

## Économie
La principale occupation de la population du village est l'agriculture, le jardinage et l'élevage.

## Population
Selon les statistiques de 2009, la population du village est de 7200 personnes.

## Culture
Il y a 2 écoles secondaires, une bibliothèque, un centre médical et la mosquée de Goylar dans le village.